# Cecilia Krieger
Cecilia Krieger   (Jasło, 9 d'abril de 1894 - Ontario, 17 d'agost de 1974) fou una matemàtica canadenca d'ascendència jueva que va viure i va treballar al Canadà.
Krieger va ser la tercera persona (i la primera dona) a obtenir un Ph.D. en matemàtiques per una universitat al Canadà, el 1930, així com la tercera dona a ser guardonada amb un doctorat en qualsevol disciplina al Canadà.
Krieger és ben coneguda per haver traduït dues obres de Wacław Sierpiński sobre topologia general.
El Premi Krieger-Nelson, atorgat anualment per la Societat Matemàtica Canadenca des de l'any 1995 per a la investigació excepcional duta a terme per una dona matemàtica, deu el seu nom en honor de Krieger i Evelyn Nelson.

## Primers anys i educació
Els seus pares, Moses i Sarah Krieger, van tenir dos fills i dues filles, a més de Cecilia.
Krieger va començar a estudiar matemàtiques i física a la Universitat de Viena el 1919, però es va traslladar amb la seva família a Toronto, Ontario, Canadà el 1920. Quan la família va arribar a aquest país, Cecilia va entrar a estudiar a la Universitat de Toronto. No fou gens fàcil per a ella, perquè amb prou feines sabia alguna frase d'anglès, amb l'afegit que va haver de treballar en un hostal per pagar-se els estudis. Malgrat aquestes dificultats, va obtenir la seva llicenciatura el 1924 i el seu mestratge el 1925.

## A la Universitat de Toronto
La seva tesi, escrita sota la direcció de W.J. Webber, es titulà "On the summability of trigonometric series with localized parameters—on Fourier constants and convergence factors of double Fourier series". Aquesta tesi va ser publicada en dues parts, la primera el 1928 i la segona el 1930. Quan va acabar el doctorat per la Universitat de Toronto, Krieger es convertí la tercera dona que obtenia un doctorat al Canadà i la primera a fer- ho en el camp de les matemàtiques.
Cecilia Krieger va passar un any a la Universitat de Göttingen durant el qual va treballar per donar suport financer a les seves germanes, atès que el seu pare havia mort en un accident de cotxe. Durant la Segona Guerra Mundial, es va fer càrrec d'una família de jueus refugiats al Canadà.
El 1942, va ser ascendida a professor ajudant i va continuar ensenyant a la universitat en els departaments de matemàtiques i tecnologia fins al 1962. Es va casar el 1953 amb el Dr. Zygmund Dunaij, un supervivent jueu dels camps d'extermini nazis, expatriat al Canadà. Després del seu retir oficial, Cecilia Krieger va continuar ensenyant a la Universitat de Toronto fins que el seu marit va morir el 1968. Després d'això, va ensenyar a l'Upper Canada College fins a la seva mort als 80 anys.

## Publicacions
El 1934, va publicar una traducció a l'anglès del llibre de Sierpinski Introducció a la topologia general. Va traduir Topologia general de Sierpinski el 1952. En aquest últim llibre, va escriure un apèndix de 30 pàgines sobre la teoria dels cardinals i els ordinals infinits.